# خورشیدگرفتگی ۹ ژوئیه ۱۹۶۴
خورشیدگرفتگی ۹ ژوئیه ۱۹۶۴ (به انگلیسی: Solar eclipse of July 9, 1964) یک خورشیدگرفتگی از نوع خورشیدگرفتگی جزئی است. این خورشیدگرفتگی در تاریخ ۹ ژوئیه ۱۹۶۴ میلادی (‎۱۸ تیر ۱۳۴۳ خورشیدی) روی داد که زمان اوج آن، ساعت ۱۱:۱۷:۵۳ به‌وقت ساعت هماهنگ جهانی بوده‌است.